# Steel Banging
Steel Banging – polski duet producentów hip-hopowych, powstał w 2012 roku w Białymstoku. W jego skład wchodzą Gaca oraz Krzysztof „Kriso” Bejda, znany m.in. z występów w zespole NON Koneksja. Muzycy reprezentują amerykańską grupę Steel Banging Musick w Polsce.
Debiutancki album duetu zatytułowany Dwie strony świata ukazał się 15 maja 2015 roku. Dwupłytowe wydawnictwo trafiło do sprzedaży nakładem wytwórni muzycznej Step Records. Na pierwszej z płyt znalazły się utwory z udziałem przedstawicieli polskiej sceny muzyki hip-hopowej, w tym m.in. takich jak: Ero, Peja, Kaczor, Bilon oraz Ten Typ Mes. Na drugi nośnik trafiły utwory z udziałem wykonawców zagranicznych, w tym m.in. takich jak: Caliboy, Playboy, Lil Yogi YBE, Triste De Nemesis oraz Lucky13.  

## Dyskografia
| Rok  | Tytuł              | Dane dot. albumu                             | Pozycja na liście |
| Rok  | Tytuł              | Dane dot. albumu                             | POL               |
| ---- | ------------------ | -------------------------------------------- | ----------------- |
| 2015 | Dwie strony świata | - Data: 15 maja 2015 - Wydawca: Step Records | 12                |

## Teledyski
| Rok  | Tytuł                                                                     | Reżyseria      | Album              | Źródło |
| ---- | ------------------------------------------------------------------------- | -------------- | ------------------ | ------ |
| 2015 | „Pierwiastek bloków” (gościnnie: Paluch, Sobota)                          | 9Liter Filmy   | Dwie strony świata | [ 5 ]  |
| 2015 | „Umiejętności” (gościnnie: Kaczor, Pih, Chives)                           | Bassmedia      | Dwie strony świata | [ 6 ]  |
| 2015 | „Prosty rap” (gościnnie: WSRH, Hudy HZD, Cira)                            | Dirt Video     | Dwie strony świata | [ 7 ]  |
| 2015 | „West Coast” (gościnnie: Peja, Śliwa, Kroolik Underwood)                  | 9Liter Filmy   | Dwie strony świata | [ 8 ]  |
| 2015 | „Czekam” (gościnnie: Dixon37)                                             | M.L. Filmz     | Dwie strony świata | [ 9 ]  |
| 2015 | „Pomocna dłoń” (gościnnie: Ero, Siwers, Bob One)                          | FlyeEyeFilm    | Dwie strony świata | [ 10 ] |
| 2015 | „Nie zatrzymasz mnie” (gościnnie: Lukasyno, Bilon, KęKę)                  | CS Video       | Dwie strony świata | [ 11 ] |
| 2015 | „Nigdy nie zamykaj oczu” (gościnnie: Kali, Hipotonia WIWP)                | 9Liter Filmy   | Dwie strony świata | [ 12 ] |
| 2015 | „RegaliciouS” (gościnnie: Rollerz Only Poland, Fidelia, Crystal La'Juene) | Tomasz Niemiec | –                  | [ 13 ] |